# 撒母耳记
《撒母耳記》或譯《撒慕爾紀》（希伯來語：שְׁמוּאֵל），是希伯來聖經中的一篇。原為一卷書，《七十士譯本》為了實用方便緣故，首先將《撒母耳記》分為上、下兩冊，與《列王紀上》、《下》共四册，合稱為“王國書”。

## 寫作背景
本書雖以撒母耳命名，但作者可能除了撒母耳外還有其他人，因他的離世記錄在撒母耳記上結束之前，他不可能記載下卷提及的大衛王以後的事蹟。
按犹太人的传说，巴比伦《塔木德》记载：“撒母耳写了以他为名的书，至少到《撒母耳记上》第二十五章一节他死以前的事，并《士师记》。其余由先知拿单（撒下12:1）和迦得（撒下24:11）所补充。”代上29:29-30又说：“大卫王始终的事，都写在先见撒母耳的书上和先知拿单并先见迦得的书上。他的国事和他的勇力，以及他和以色列并列国所经过的事，都写在这书上。”
後人以其名冠之於王國故事，大抵因為他是書中三位主角之一，是拯救以色列脫離士師時代的危難絕望，轉入君主政制的平安興盛時代的民族英雄；他更是膏立書中其餘兩位主角（掃羅，大衛）為王的先知，可見他在以色列中的重要性。
撒母耳生於公元前十一世紀中葉，介乎士師時代與君王時代之間，是最後的一位士師，引導以色列人進入君王時期。本書详载他的出生，童年及當士師的經過。當時以色列人正面臨黑暗歷期：宗教上，祭司制度腐敗，信仰生活瀕于破產；政治上，人民目無法紀，“各人任意而行”；外交上又受制於强鄰非利士人，正是充滿內憂外患。本書早段記述撒母耳如何帶領以色列人回轉歸向耶和華的經過。

## 主題特色

### 寫作目的
撒上、下與王上、下編纂成書，是針對王國的失敗，向被擄至異域的猶太人解釋為甚麼他們身為選民竟淪落到如此可憐的地步：以色列王國的失敗可以追溯到所羅門身上，甚至更遠的事件，諸如大衛的犯罪，祭司以利家的失職等都是構成整個悲劇的一些因素。

### 神學思想
由於本書的目的並非為提供王國時期的歷史資料，而是從神學觀點將有關選民的歷史事蹟加以評論和解釋，並引為後人的鑑戒，全書所強調的中心思想是：選民能否在應許之地生存，視乎他們是否忠於神與他們所立的約：整個朝代甚至國家的興亡，也完全在乎他們是否遵守耶和華律法（参申命記28章）。這個論點影響了作者處理歷史資料的手法：他沒有詳盡無遺地將所搜集的資料一一記下，而是經過小心的選擇，按着各事件的神學意義和教訓加以整理。
由於作者純粹從神學角度看以色列的歷史，在撒母耳記，列王紀中，有關人物，朝代或君王事蹟所佔的篇幅，並不是按其政治地位，成就或貢獻而定。例如：以利統治長達四十年，但他的治績卻從未被提及。掃羅作王亦有四十年，除早期對外戰爭外，書中亦鮮有記述他其餘的事蹟。

## 本書大綱

### 撒母耳记上
1.   撒母耳為士師（1–7章）
- 撒母耳的出生。
- 撒母耳與的童年。
- 約櫃被擄與以利的死亡。
- 約櫃被送回。
- 撒母耳戰勝非利士人。

2.   掃羅為王（8–15章）
- 以色列人求立王。
- 掃羅被選為王。
- 撒母耳的自白。
- 戰敗非利士人。
- 亞瑪力人被滅。

3.   掃羅與大衛的衝突（16–31章）
- 大衛受膏與覲王。
- 大衛戰勝歌利亞。
- 大衛與約拿單。
- 亞希米勒遭滅門之禍。
- 大衛的逃亡與流浪。
- 掃羅與約拿單戰敗身亡。

### 撒母耳记下
1.   大衛在希伯崙作猶大王（1:1–4:12）
- 大衛為掃羅王及約拿單舉哀。
- 大衛與伊施波設兩個王朝。
- 伊施波設王朝敗落。
- 伊施波設王朝亡。

2.  大衛作以色列的王，國家昌盛（5:1–9:13）
- 統一全國及克制外敵。
- 抬約櫃進京。
- 神應許大衛國位永存。
- 大衛的文字武功。
- 大衛寬待米非波設。

3.   大衛干犯及其牽連（10:1–20:26）
- 大衛干犯的詳情。
- 暗嫩亂倫與被殺。
- 押沙龍獲赦回國。
- 押沙龍叛變。
- 大衛返京與示巴背叛。

4.   大衛當政期間事蹟的附錄（21:1–24:25）
- 基遍人與三年饑荒。
- 大衛與非利士人交戰事例。
- 大衛的感恩讚美詩。
- 大衛臨終之詩。
- 為大衛和以色列爭戰的勇士名錄。
- 大衛因統計全民人數而惹神怒。

## 参看
- 撒母耳记上
- 撒母耳记下
- 扫罗
- 大卫
- 所罗门

### 閱讀聖經
- 撒母耳記繁體中文版上 （页面存档备份，存于）
- 撒母耳记簡體中文版上 （页面存档备份，存于）
- 撒母耳記繁體中文版下
- 撒母耳记簡體中文版下 （页面存档备份，存于）